# Mörk Gryning
Mörk Gryning – szwedzka grupa muzyczna wykonująca black metal.

## Historia
Zespół założony został w 1993 r. przez muzyków firmujących się pseudonimami Goth Gorgon (właśc. Jonas Berndt) oraz Draakh Kimera (właśc. Peter Nagy). W owym dwuosobowym składzie nagrany został wydany w 1995 r. nakładem wytwórni No Fashion Records debiutancki album Tusen år har gått. Posiadająca koncept tekstowy płyta zawierała dawkę typowego szwedzkiego black metalu w stylu porównywalnym z rodzimymi Dark Funeral czy Dissection, który grupa kontynuowała także i na kolejnych wydawnictwach. Wraz z opublikowanym w 2003 r. krążkiem Pieces Of Primal Expressionism formacja odeszła od konwencjonalnego black metalu, wzbogacając instrumentarium poprzez zastosowanie elementów elektroniki oraz partii skrzypiec, puzonu czy melotronu. W latach 2000–2005 obok dwóch pierwotnych członków przez skład zespołu przewinęli się także m.in. Johan Larsson (klawisze), Fredrik Böethius (bas), Carl-Gustaf Bäckström (perkusja), Henrik Hedberg (gitara) czy Johan Ljung (śpiew).
W listopadzie 2003 r. zespół opuścił Peter Nagy, tłumacząc swoją decyzję brakiem motywacji potrzebnej do jego dalszego rozwoju. W styczniu 2005 r. Jonas Berndt ogłosił rozwiązanie Mörk Gryning z powodu osobistego braku zainteresowania black metalem. Jako że w międzyczasie zespół skomponował nowe utwory, pod koniec tego samego roku nakładem wytwórni Black Lodge Records ukazał się ostatni album grupy ujęty tytułem Mörk Gryning. W marcu 2016 r. formacja zapowiedziała reaktywację w związku z występem na niemieckim festiwalu Party.San Open Air.

## Dyskografia
- 1995: Tusen År Har Gått
- 1997: Return Fire
- 2001: Mælström Chaos
- 2003: Pieces of Primal Expressionism
- 2005: Mörk Gryning